# Nowy cmentarz żydowski w Grudziądzu
Nowy cmentarz żydowski w Grudziądzu – kirkut położony przy ul. Paderewskiego. Powstał w 1830 roku. Podczas okupacji hitlerowskiej kirkut został zniszczony. Na jego obszarze nie zachowały się żadne nagrobki. Jego obszar wynosi 0,13 ha.